# نوش‌دارو
نوش‌دارو یا انوش‌دارو در اساطیر ایرانی و طب سنتی به داروی حیات‌بخش گفته می‌شود. ابن سینا جلد پنجم قانون در مورد نوشدارو می‌فرماید: انوش دارو ابتکار طبیبان هند است. شادی آور، نیروبخش و مفرح قلب می‌باشد، بدن را تقویت و زردی رنگ رخسار را از بین می‌برد. بدن و عرق را خوشبو می‌کند و برای کبد بسیار مفید است. از خوردن انوش دارو هیچ زیانی به انسان روی نمی‌آورد. در دائرةالمعارف غیاث‌اللغات آمده‌است که «نوشدارو معجونی شیرین‌مزه، مفرح قلب و مقوی معده و دوایی است که دفع جمیع آلام و جراحت‌ها کند». در فرهنگ آنندراج به عنوان مرهمی برای رویش و رشد گوشت بیان شده و برخی منابع متقدم دیگر آن را نوعی پادزهر یا تریاق بیان کرده‌اند.

## نسخه ترکیبات
ترکیبات این داروی معجزه آسا به نقل از قانون چنین است:
گل سرخ ایرانی هفت درهم، مشک زمین پنج درهم، میخک، مصطکی، سنبل و برباله از هر کدام سه درهم، قرفه، سرخدار، زعفران، بسپاسه، قاقُلَّه درشت، قاقُلَّه ریز و جوزبوا از هر یک دو درهم. همه داروها را کوبیده و ساییده و به وسیله حریر الک کن تا بسیار خوب درهم مخلوط شوند. بعد از آن آمله تازه بسیار خوب نود مثقال و آب شیرین و گوارا ششصد و هفتاد مثقال بیاور. آمله را در آب ریخته و بگذار بر روی اجاق تا بجوشد به حدی که یک سوم آن بماند. و ادامه دستور ساختن نوشدار که در کتاب قانون موجود است.

## خاستگاه
چنان‌که ابن سینا در قانون فرموده این دارو از ابتکارات طبیبان هند است. در امثال و حکم اثر علی‌اکبر دهخدا نیز آمده‌است که مهم‌ترین اشارهٔ به نوشدارو در اساطیر و تاریخ ایران ریشه در داستان رستم و سهراب دارد. در این داستان که در شاهنامهٔ فردوسی شرح داده شده‌است، رستم دستان، پدر سهراب، در نبردی با او رویارو می‌شود و بدون آگاهی از اینکه سهراب پسرش است، پهلوی او را می‌دَرَد و چون سهراب در حال جان دادن است، نشان سهراب را می‌بیند و درمی‌یابد که او فرزندش است. پس، گودرز را سراغ کاووس می‌فرستد تا از او نوشدارو بگیرد و کاووس از این کار سر باز می‌زند. ابوالقاسم انجوی‌نژاد در فردوسی‌نامه، ادامهٔ داستان را چنین توصیف می‌کند:
رستم خشمگین می‌شود و به طرف بارگاه حرکت می‌کند. خبر به کیکاووس می‌دهند که رستم خشمگین شده و به طرف تو می‌آید. کیکاووس از درِ حرمسرا فرار می‌کند و رستم وارد کاخ می‌شود. موقعی که می‌بیند از کاووس خبری نیست، دارو را برمی‌دارد و به طرف سهراب می‌رود اما متأسفانه دیر می‌رسد. منجّم می‌آید و می‌گوید که کار از کار گذشته‌است.

مرشد عباس زریری، از نقالان شهیر شاهنامه، ادامهٔ بخشی از ادامهٔ داستان را که در شاهنامه به آن اشاره نشده‌است این چنین تقریر می‌کند:
رستم چون برای آوردن نوشدارو پا در رکاب شد، سهراب به هوش آمد و رستم را خواست. رستم بازگشت و دوباره گودرز را برای گرفتن نوشدارو به درگاه کاووس فرستاد: «گویند گودرز در این مرتبه نوشدارو را آورد که سهراب داعی حق را لبیک گفته بود».

### ضرب‌المثل
«نوش‌داروی پس از مرگ سهراب» ضرب‌المثلی است که این داستان دستمایهٔ ایجاد آن شده و به مضمون انجام کاری پس از موعد بایستهٔ آن است. کهن‌ترین منبعی که به این ضرب‌المثل اشاره دارد، دیوان اثیرالدین اخسیکتی است:
| بکوش آنکه پس از گفتِ وی جگر نکنی |  | که نوشدارو بعد از اجل ندارد سود |

## در ادبیات فارسی
بسیاری از شاعران کهن و معاصر فارسی‌گوی در آثارشان به نوش‌دارو اشاره نموده‌اند.
- سعدی شیرازی: | زهر از قبل تو نوشدارو |  | فحش از دهن تو طیبات است |
- پروین اعتصامی: | دانی که نوشداروی سهراب کی رسید؟ |  | آنگه که او ز کالبدی بیشتر نداشت |
- اوحدی مراغه‌ای: | نوشدارو که غیر دوست دهد |  | زهر باشد، به خاک ریز و مچش |
- صائب تبریزی: | نوشداروی امان در گره حنظل نیست |  | به چه امید به این سبز حصار آمده‌ای؟ |
- خواجوی کرمانی: | نوشداروی من از لعل تو می‌فرمایند |  | بشکر گر چه دوای خفقان نتوان کرد |
- شهریار: | نوشدارویی و بعد از مرگ سهراب آمدی |  | سنگدل این زودتر می‌خواستی حالا چرا |